# 5 Астреја
5 Астреја (енгл. 5 Astraea) је астероид главног астероидног појаса са пречником од приближно 119,07 km.
Афел астероида је на удаљености од 3,069 астрономских јединица (АЈ) од Сунца, а перихел на 2,085 АЈ.
Ексцентрицитет орбите износи 0,190, инклинација (нагиб) орбите у односу на раван еклиптике 5,371 степени, а орбитални период износи 1511,672 дана (4,138 године).
Апсолутна магнитуда астероида је 6,85 а геометријски албедо 0,226.
Астероид је откривен 8. децембра 1845. године.